# Vasco Modena Park 01-07-2017
Il Vasco Modena Park 01-07-2017 è stato un concerto tenuto dal cantautore Vasco Rossi il 1º luglio 2017 a Modena, per festeggiare i suoi primi 40 anni di attività musicale.
L'evento, ospitato al parco Enzo Ferrari, deteneva, fino al 5 luglio 2025, il primato mondiale del concerto con il più alto numero di spettatori paganti (225 173 biglietti emessi, di cui 5 000 gratuiti) e fino al 15 luglio 2025, quello italiano. Il Modena Park 2017 è stato il 781º concerto nella carriera di Vasco Rossi.

## Storia
L'ultimo concerto di Vasco Rossi a Modena risaliva al 22 settembre 2001 durante la Festa de l'Unità per lo Stupido Hotel tour.
Il 19 aprile 2016 Vasco Rossi ha annunciato l'intenzione di organizzare un grande concerto a Modena, città in cui iniziò la carriera di DJ, per celebrare i suoi 40 anni di carriera. L'evento si sarebbe dovuto chiamare inizialmente Modena, Modena Park tutto ritorna (in riferimento ai versi della canzone Colpa d'Alfredo in cui una ragazza gli aveva chiesto «Mi puoi portare a casa questa sera? Abito fuori Modena, Modena Park», ma poi era uscita con «quell'africano che non parla neanche bene l'italiano, ma si vede che si fa capire bene quando vuole»).
Il 25 gennaio 2017 vengono aperte le vendite dei biglietti ai membri del fan club (che ne acquistano oltre 33 000 in 48 ore) e dopo due giorni al resto del pubblico: nella sola giornata del 27 gennaio vengono venduti in 10 ore 180 000 biglietti e alle 20:13 Vasco Rossi annuncia su Twitter di aver «Polverizzato il record europeo!». L'ultimo blocco di 25 000 biglietti viene messo in vendita il 23 maggio, che vanno esauriti dopo tre ore.
Giovedì 29 giugno si sono svolte le prove generali del concerto con il soundcheck, a cui hanno potuto assistere circa 13 000 membri del fan club "Il Blasco" e 500 residenti delle zone limitrofe al parco Ferrari.
Venerdì 30 giugno alle ore 21:00 a un gran numero di spettatori paganti fu concesso di entrare nel Parco Enzo Ferrari 24 ore prima dell'inizio dell'evento. Alle ore 23:00 all'interno del parco il termometro registrava la temperatura di 5°. Per placare le proteste da parte degli spettatori accampati all'interno e non correttamente equipaggiati, vista la stagione estiva, fu necessario l'intervento della protezione civile, che distribuì 13 000 coperte.

## Scaletta

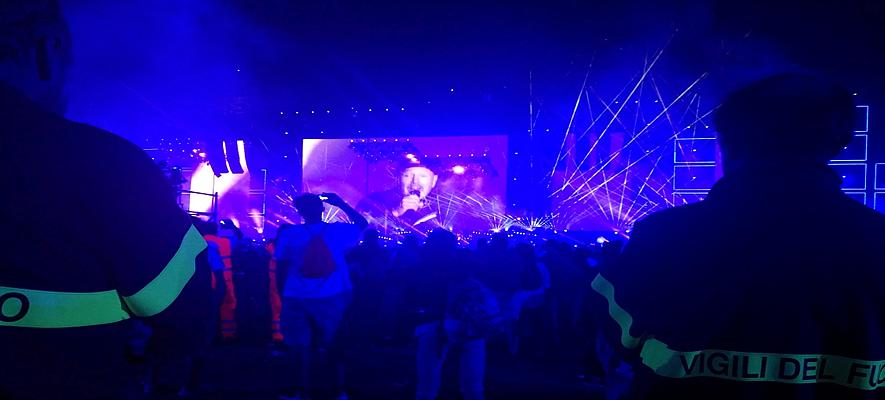
Un momento del concerto

Il concerto, iniziato alle 21:00, prevedeva l'esecuzione di quaranta brani di Vasco, ovvero uno per ogni anno di carriera del cantante modenese.
Sulle note finali di Siamo solo noi la band è stata presentata, come di consueto, dal direttore di palco Diego Spagnoli, che questa volta era vestito da "stemma di Modena vivente", ovvero indossava un vestito color giallo canarino, con fascia azzurra a tracolla con il motto della città Avia Pervia (L’inaccessibile diventa accessibile), corona d'oro in testa e trivella con ramo di quercia in mano.
Il concerto si è concluso attorno alle 0:30 con Albachiara, singolo del 1979 da sempre usato per concludere i concerti di Vasco, come di consueto introdotta da pochi versi di Canzone, e la consueta dedica a Massimo Riva.
Gli assoli finali di Albachiara sono stati accompagnati da un grande spettacolo pirotecnico.
- Introduzione dal poema sinfonico Così parlò Zarathustra di Richard Strauss
- Colpa d'Alfredo
- Alibi
- Blasco Rossi
- Bollicine
- Ogni volta
- Anima fragile (con Gaetano Curreri al pianoforte; intro con Jenny, Silvia, La nostra relazione)
- Splendida giornata
- Ieri ho sgozzato mio figlio
- Medley Rock: Delusa, T'immagini, Mi piaci perché, Gioca con me, Stasera!, Sono ancora in coma, Rock'n'roll Show
- Ultimo domicilio conosciuto (con Maurizio Solieri)
- 1° interludio con Maurizio Solieri
- Vivere una favola
- Non mi va
- Cosa vuoi da me
- Siamo soli
- Come nelle favole
- Vivere
- Sono innocente ma...
- Rewind
- Liberi liberi
- Interludio 2017 (con Andrea Braido)
- Medley Acustico: Ed il tempo crea eroi, Una canzone per te, L'una per te, Ridere di te, Va bene, va bene così
- Senza parole
- ...stupendo
- Gli spari sopra
- Sballi ravvicinati del terzo tipo
- C'è chi dice no
- Un mondo migliore
- I soliti
- Sally
- Un senso
- Siamo solo noi (Presentazione della band a cura di Diego Spagnoli)
- Vita spericolata
- Canzone (con dedica a Massimo Riva)
- Albachiara (con Andrea Braido, Gaetano Curreri e Maurizio Solieri) e spettacolo pirotecnico
- Sottofondo di chiusura: Die for metal dei Manowar.

## Formazione
- Vasco Rossi - voce
- Stef Burns - chitarra elettrica
- Claudio Golinelli - basso elettrico, contrabbasso elettrico
- Andrea Innesto - sassofono, cori
- Matt Laug - batteria, percussioni
- Clara Moroni - cori
- Frank Nemola - tromba, tastiere, programmazione, cori, percussioni
- Vince Pastano - chitarre
- Alberto Rocchetti - tastiere
- Diego Spagnoli - direttore di palco

Ospiti
- Andrea Braido - chitarra
- Gaetano Curreri - pianoforte
- Maurizio Solieri - chitarra

## Caratteristiche tecniche
All'interno del parco Enzo Ferrari è stato allestito un palco lungo 165 metri, largo 23 metri ed alto quanto un palazzo di otto piani, dotato di cinque maxischermi a led per complessivi 1.500 m² di superficie. Quattro di questi, erano situati su binari in grado di spostarsi lateralmente a seconda della videoscenografia richiesta durante ogni canzone del concerto; mentre altri quattro maxischermi, due per lato, erano installati all'interno del PIT 3. Date le imponenti dimensioni del palco, non è stato possibile realizzarne la copertura.
Gli effetti speciali erano prodotti da 2.100 punti luce, 140 laser e sono stati necessari 136 camion per il trasporto di tutto il materiale necessario.
Il suono è stato diffuso grazie a un impianto audio da 750.000 watt della francese L-Acoustics composto da 900 moduli di altoparlanti, collegato grazie a 100 km di cavi in fibra ottica con 29 torri di ritardo del suono per consentire a tutti i 225.000 spettatori (distribuiti su un prato di oltre 400 metri) di ascoltare senza effetti di ritorno o eco. Le due torri principali situate davanti palco contenenti ciascuna 80 moduli di altoparlanti sono state sospese utilizzando due gru da 400 tonnellate ciascuna.

## Pubblico

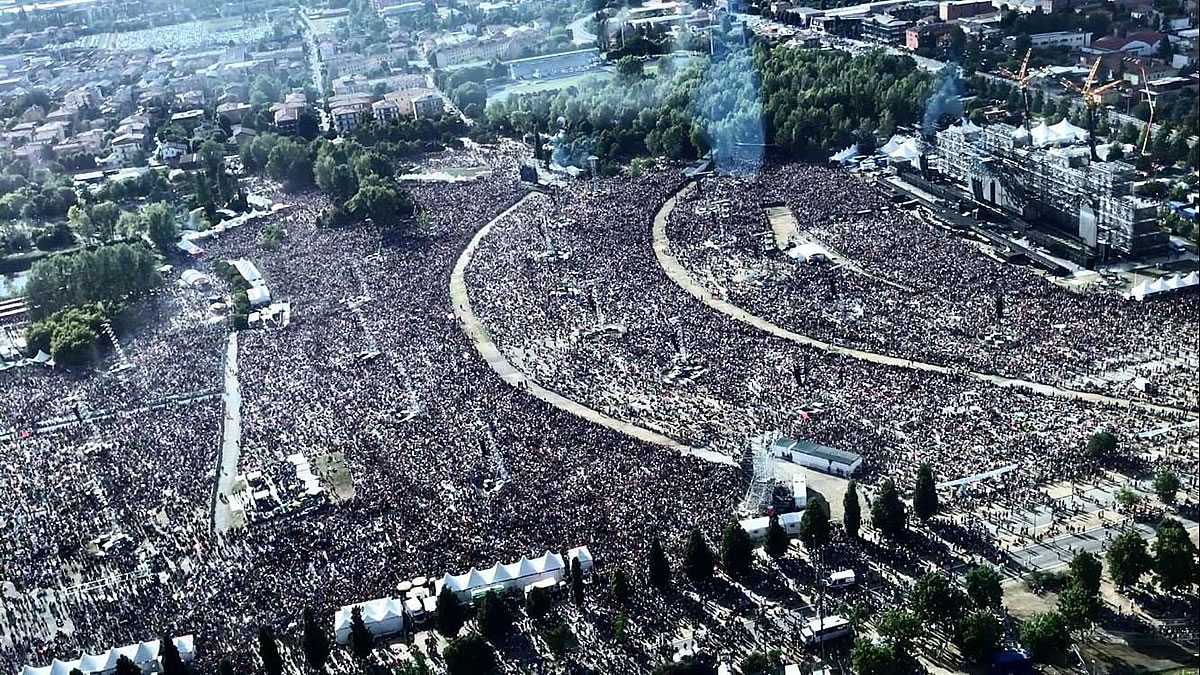
Il pubblico del Modena Park 2017

Per il concerto del 1º luglio 2017 sono stati venduti oltre 220.000 biglietti, battendo i precedenti record mondiali di 198.000 paganti per il concerto degli A-ha al festival Rock in Rio 2 del 26 gennaio 1991 e di 188.000 tagliandi per quello di Tina Turner del 16 gennaio 1988, entrambi organizzati presso lo stadio Maracanã di Rio de Janeiro in Brasile. Per quello del 29 giugno erano 12.000 i presenti. Il record mondiale di Vasco è stato poi battuto il 5 luglio 2025 da Marko Perković Thompson, mentre quello italiano da Ultimo il 15 luglio 2025.
La platea per il pubblico era suddivisa in tre aree (Pit 1 e Pit 2 da 40.000 posti ciascuno e Pit 3 per i restanti 145.000 spettatori), contraddistinte da differenti colori (rosso, azzurro e verde) e biglietti con prezzo differenziato (75 €, 65 € e 50 €, oltre a diritti di prevendita e commissioni). Il totale incassato è stato di circa 13 milioni di euro, mentre la ricaduta economica per la città è stata stimata in 6 milioni di euro.
L'apertura dei cancelli era inizialmente prevista per le 9:00 del 1º luglio, ma in seguito è stata anticipata alle 5:00. Visto il grande afflusso di spettatori fin dal giorno prima, l'apertura è stata in definitiva anticipata alle ore 21:00 del 30 giugno. Il giorno seguente sono stati inoltre aumentati i tornelli al fine di garantire a tutti l'entrata al concerto entro l'ora di inizio. Il record nel record spetta a Steve Tomasin, un ragazzo della provincia di Pordenone, accampatosi a Modena già dal 29 maggio per essere il primo ad entrare al Modena Park.

## Logistica
In occasione del concerto sono stati organizzati tre treni speciali a lunga percorrenza da Roma, Torino e Venezia
con arrivo diretto alla stazione di Modena, da cui sono ripartiti 35 treni, 13 in più dei 22 treni straordinari locali previsti (oltre ai cinque convogli della normale programmazione ferroviaria) al termine dell'evento. Si stima che circa 35.000 persone abbiano raggiunto Modena usando il treno.
L'amministrazione comunale ha messo a disposizione 46.000 posti auto e 900 per pullman, suddivisi in 21 parcheggi (ricavati anche in seguito alle ordinanze di chiusura straordinaria di alcuni supermercati e centri commerciali). Circa 600 dei pullman arrivati sono stati organizzati da startup di sharing mobility con la formula della social bus mobility
Per il pubblico sprovvisto di biglietto sono state allestite tre grandi aree esterne munite di maxi schermi nel centro storico di Modena, in piazza Grande, piazza Roma, a cui hanno assistito altre 9.600 persone e sulle spiagge di Rimini con 12.045 persone a seguire l'evento.
Sempre in occasione di questo evento internazionale, sono state allestiti nel parco zone d'ombra, di ristoro e luna park al fine di intrattenere il pubblico durante tutta la giornata. Sia nella mattina che nel pomeriggio sono stati attivati dei nebulizzatori al fine di rinfrescare il pubblico dal caldo della giornata. Straordinarie misure sanitarie sono state predisposte con tende da campo all'interno del perimetro del parco Ferrari. Percorsi predefiniti per il trasporto in ambulanza dalle postazioni limitrofe al parco diretti al Policlinico di Modena. L'unico decesso è avvenuto per arresto cardiaco alle ore 10:30 del 1 luglio 2017 (la mattina prima del concerto), vittima un fan accampato da giorni in roulotte vicino al sito del concerto.

## Copertura mediatica
Il concerto è stato trasmesso integralmente in diretta, con il titolo Vasco Modena Park e la regia di Pepsy Romanoff, in 197 sale cinematografiche in Italia e tre palazzetti dello sport (Genova, Padova e Roma), con un pubblico di oltre 51.000 persone e un incasso di 743.153 euro, superiore ai ricavi complessivi dei 9 film più programmati nella stessa giornata, giungendo al secondo posto nella classifica degli spettacoli più visti nella settimana. Dopo il concerto, il regista Romanoff ha annunciato che le riprese del concerto sarebbero state rimasterizzate e montate in un film concerto programmato nelle sale cinematografiche italiane durante il periodo natalizio, mentre l'uscita del DVD era prevista per marzo-aprile 2018.
Il concerto è stato altresì seguito dalle radio ufficiali del concerto: Radio Dimensione Suono e Radio Italia (nazionali) e Radio Bruno (a livello locale).
La Rai, che non ha potuto acquisire i diritti per trasmettere tutte le canzoni del concerto, ha mandato in onda in Eurovisione su Rai 1 e Rai 1 HD, il programma speciale La notte di Vasco condotto da Paolo Bonolis, oltre alla programmazione di Rai Radio 2. 
(Paolo Bonolis)
La conduzione di Bonolis, che ha ospitato interviste pre-registrate e commenti con Vasco Rossi, Silvia Benuzzi, Andrea Braido, Maddalena Corvaglia, Gaetano Curreri, Milena Gabanelli, Marco Materazzi, Giulio Santagata e Maurizio Solieri, e l'azienda televisiva pubblica sono stati aspramente criticati dal pubblico televisivo e sui social media per le numerose interruzioni del concerto (inclusa un'edizione flash del telegiornale TG1) dovute al fatto che potevano essere trasmessi solo 28 brani.
Il 28 dicembre 2017 è stata riproposta in prima serata su Rai 1 una replica dello spettacolo, ma in formato ridotto (circa 50 minuti in meno) e senza interruzioni tra le canzoni e senza i commenti di Paolo Bonolis.
| Ascolti TV Italia | Data                       | Telespettatori | Share  | Fonte  |
| ----------------- | -------------------------- | -------------- | ------ | ------ |
| Ascolti TV Italia | 1º luglio 2017 (diretta)   | 5.633.000      | 36,14% | [ 24 ] |
| Ascolti TV Italia | 28 dicembre 2017 (replica) | 2.637.000      | 12,3%  | [ 25 ] |

## Vasco Modena Park - Il film
All'inizio di dicembre 2017 è uscito nei cinema il film concerto Vasco Modena Park - Il film per la regia di Pepsy Romanoff. Per motivi di lunghezza (il documentario dura 157 minuti, mentre il concerto di Modena fu di 3 ore e mezza) diverse canzoni sono state tagliate. Nelle cinque giornate di programmazione al cinema, il documentario è stato visto da 49.409 spettatori per un incasso nei botteghini di 687.435 euro.